# Liga ACT 2012
La temporada 2012 de la Liga ACT (conocida como Liga San Miguel por motivos de patrocinio) es la décima edición de la competición de traineras organizada por la Asociación de Clubes de Traineras. Compiten 12 equipos encuadrados en un único grupo. La temporada regular comenzó el 30 de junio en Ciérvana (Vizcaya) y terminó el 26 de agosto en Colindres (Cantabria). Posteriormente, se disputaron los play-off para el descenso a la Liga ARC o a la Liga LGT.

## Sistema de competición
La competición consta de una temporada regular de 19 regatas. Todos los integrantes de la Liga ACT disputan las regatas puntuables. En esta temporada la Bandera de Bilbao, primera prueba del calendario, no fue puntuable. Por otra parte, las dos últimas regatas de la temporada coinciden con el desarrollo de los play-off por lo que en dichas regatas no compiten todos los botes. Así, el último, que desciende directamente a las ligas ARC o LGT, y los clasificados en los puestos noveno y décimo no regatean; el penúltimo clasificado rema en la tanda de los play-off por lo que estas banderas solo las disputan los ocho primeros clasificados tras la disputa de las 17 primera regatas. 
Por tanto, al finalizar la liga regular y para decidir los ascensos desde las ligas ARC y LGT se disputa un play-off en el que se deciden 2 plazas en la Liga ACT entre el penúltimo clasificado de dicha competición, ya que el último desciende directamente, los 2 primeros de la Liga ARC y los 2 primeros de la Liga LGT.

## Calendario

### Temporada regular
Las siguientes regatas tuvieron lugar en 2012.
| Orden | Regata                                                                               | Fecha            | Hora  | Localidad            | Provincia  |
| ----- | ------------------------------------------------------------------------------------ | ---------------- | ----- | -------------------- | ---------- |
| 1     | IV Bandera de Bilbao                                                                 | 9 de junio       | 18:00 | Bilbao               | Vizcaya    |
| 2     | XXIX Bandera Petronor                                                                | 30 de junio      | 18:00 | Ciérvana             | Vizcaya    |
| 3     | XIV Bandera Real Astillero de Guarnizo - XXXIX Gran Premio Ayuntamiento de Astillero | 1 de julio       | 12:00 | El Astillero         | Cantabria  |
| 4     | XXXI Bandera Noble Villa de Portugalete                                              | 7 de julio       | 18:00 | Portugalete          | Vizcaya    |
| 5     | I Bandera Eusko Label                                                                | 8 de julio       | 12:00 | Zarauz               | Guipúzcoa  |
| 6     | I Bandera Euskadi Saboréala                                                          | 14 de julio      | 18:00 | El Grove             | Pontevedra |
| 7     | XXX Bandera Concejo de Moaña - II Gran Premio Fandicosta                             | 15 de julio      | 12:00 | Moaña                | Pontevedra |
| 8     | I Bandera Ribamontan al Mar - Gran Premio Dynasol                                    | 21 de julio      | 18:00 | Ribamontan al Mar    | Cantabria  |
| 9     | II Bandera Autoridad Portuaria de Pasajes                                            | 22 de julio      | 12:00 | Pasajes de San Pedro | Guipúzcoa  |
| 10    | III Bandera Iberdrola                                                                | 28 de julio      | 18:00 | Pasajes de San Juan  | Guipúzcoa  |
| 11    | XXXIV Bandera de Guecho                                                              | 29 de julio      | 12:00 | Guecho               | Vizcaya    |
| 12    | XXV Bandera de Fuenterrabía - Gran Premio Mapfre                                     | 11 de agosto     | 18:00 | Fuenterrabía         | Guipúzcoa  |
| 13    | XXVII Bandera de Zumaya                                                              | 12 de agosto     | 12:00 | Zumaya               | Guipúzcoa  |
| 14    | XXXV Bandera de Zarauz (jornada 1)                                                   | 18 de agosto     | 18:00 | Zarauz               | Guipúzcoa  |
| 15    | XXXV Bandera de Zarauz (jornada 2)                                                   | 19 de agosto     | 12:00 | Zarauz               | Guipúzcoa  |
| 16    | XIV Bandera Flaviobriga                                                              | 25 de agosto     | 18:00 | Castro-Urdiales      | Cantabria  |
| 17    | V Bandera Ambilamp                                                                   | 26 de agosto     | 12:00 | Portugalete          | Vizcaya    |
| 18    | XXX Bandera Villa de Bermeo                                                          | 15 de septiembre | 18:30 | Bermeo               | Vizcaya    |
| 19    | XXXVIII Bandera El Corte Inglés                                                      | 16 de septiembre | 12:30 | Portugalete          | Vizcaya    |

### Play-off de ascenso a Liga ACT
Los play-off de ascenso se disputan como tanda aparte en las banderas de Bermeo y El Corte Inglés.
| Orden | Regata      | Fecha         | Hora  | Provincia |
| ----- | ----------- | ------------- | ----- | --------- |
| 1     | Bermeo      | 15 septiembre | 18:00 | Vizcaya   |
| 2     | Portugalete | 16 septiembre | 12:00 | Vizcaya   |

## Traineras participantes
| Equipo                  | Nombre de la Trainera | Localidad                  | Provincia  |
| ----------------------- | --------------------- | -------------------------- | ---------- |
| Tirán Pereira           | Ruly                  | Tirán (Moaña)              | Pontevedra |
| Astillero               | San José XIV          | El Astillero               | Cantabria  |
| Pedreña                 | Seve Ballesteros      | Pedreña (Marina de Cudeyo) | Cantabria  |
| Castro                  | La Marinera           | Castro-Urdiales            | Cantabria  |
| Zierbena-Bahías Vizcaya | Zierbena              | Ciérvana                   | Vizcaya    |
| Portugalete-Eulen       | Jarrillera            | Portugalete                | Vizcaya    |
| Kaiku-Ambilamp          | Bizkaitarra           | Sestao                     | Vizcaya    |
| Urdaibai-Umpro Avia     | Bou Bizkaia           | Bermeo                     | Vizcaya    |
| Zumaia-Altuna y Uria    | Telmo Deun            | Zumaya                     | Guipúzcoa  |
| San Pedro-Ecolmare      | Libia                 | Pasajes                    | Guipúzcoa  |
| San Juan-Iberdrola      | San Juan              | Pasajes                    | Guipúzcoa  |
| Hondarribia-Orsa        | Ama Guadalupekoa      | Fuenterrabía               | Guipúzcoa  |

 Los clubes participantes están ordenados geográficamente, de oeste a este 

### Equipos por provincia
| Provincia  | N. | Equipos                                                                            |
| ---------- | -- | ---------------------------------------------------------------------------------- |
| Guipúzcoa  | 4  | Zumaia-Altuna y Uria, San Pedro-Ecolmare, San Juan-Iberdrola, Hondarribia-Orsa     |
| Vizcaya    | 4  | Zierbena-Bahías Vizcaya, \| Portugalete-Eulen, Kaiku-Ambilamp, Urdaibai-Umpro Avia |
| Cantabria  | 3  | Astillero, Pedreña, Castro                                                         |
| Pontevedra | 1  | Tirán Pereira                                                                      |

### Ascensos y descensos
| Pos. | Ascendidos de Liga ARC 2011 |
| ---- | --------------------------- |
| 1.º  | Portugalete-Eulen           |
| 2.º  | Zierbena-Bahías Vizcaya     |

     Ascenso después de play-off.

## Clasificación
A continuación se recoge la clasificación en cada una de las regatas disputadas.
Los puntos se reparten entre los doce participantes en cada regata.
| Posición | 1.º | 2.º | 3.º | 4.º | 5.º | 6.º | 7.º | 8.º | 9.º | 10.º | 11.º | 12.º |
| Puntos   | 12  | 11  | 10  | 9   | 8   | 7   | 6   | 5   | 4   | 3    | 2    | 1    |

| Pos. | Club                    | Trainera         | 1 BIL | 2 PET | 3 AST | 4 POR | 5 LAB | 6 SAB | 7 MOA | 8 RIB | 9 PAS | 10 IBE | 11 GUE | 12 FUE | 13 ZUM | 14 ZA1 | 15 ZA2 | 19 FLA | 17 AMB | 18 BER | 19 ING | Puntos |
| ---- | ----------------------- | ---------------- | ----- | ----- | ----- | ----- | ----- | ----- | ----- | ----- | ----- | ------ | ------ | ------ | ------ | ------ | ------ | ------ | ------ | ------ | ------ | ------ |
| 1    | Kaiku-Ambilamp          | Bizkaitarra      | DNP   | 3     | 1     | 2     | 3     | 1     | 6     | 1     | 2     | 1      | 1      | 5      | 1      | 1      | 1      | 3      | 1      | 1      | 2      | 188    |
| 2    | Hondarribia-Orsa        | Ama Guadalupekoa | 1     | 1     | 4     | 1     | 1     | 4     | 2     | 3     | 1     | 3      | 6      | 1      | 2      | 2      | 9      | 4      | 2      | 2      | 1      | 176    |
| 3    | Urdaibai-Umpro Avia     | Bou Bizkaia      | DNP   | 5     | 3     | 3     | 7     | 3     | 1     | 2     | 4     | 4      | 3      | 4      | 4      | 3      | 5      | 2      | 3      | 3      | 7      | 157    |
| 4    | Tirán Pereira           | Ruly             | DNP   | 2     | 6     | 6     | 2     | 5     | 5     | 6     | 6     | 2      | 2      | 2      | 5      | 5      | 4      | 1      | 4      | 4      | 3      | 152    |
| 5    | San Pedro-Ecolmare      | Libia            | 2     | 6     | 5     | 5     | 9     | 7     | 4     | 4     | 5     | 6      | 5      | 3      | 3      | 4      | 2      | 11     | 5      | 6      | 4      | 138    |
| 6    | San Juan-Iberdrola      | San Juan         | 4     | 4     | 2     | 4     | 8     | 2     | 8     | 5     | 3     | 5      | 4      | 8      | 11     | 6      | 3      | 5      | 7      | 8      | 8      | 125    |
| 7    | Astillero               | San José XIV     | DNP   | 8     | 10    | 8     | 5     | 8     | 11    | 7     | 11    | 9      | 12     | 10     | 7      | 8      | 6      | 6      | 9      | 5      | 6      | 81     |
| 8    | Castro                  | La Marinera      | 7     | 10    | 8     | 7     | 10    | 9     | 3     | 8     | 10    | 10     | 9      | 6      | 6      | 9      | 7      | 7      | EX     | 7      | 5      | 72     |
| 9    | Portugalete-Eulen       | Jarrillera       | 5     | 11    | 11    | 9     | 4     | 10    | 7     | 11    | 8     | 7      | 8      | 7      | 9      | 7      | 12     | 9      | 10     | DNP    | DNP    | 64     |
| 10   | Pedreña                 | Seve Ballesteros | DNP   | 9     | 9     | 10    | 6     | 6     | 12    | 9     | 7     | 11     | 10     | 9      | 8      | 11     | 10     | 8      | 6      | DNP    | DNP    | 58     |
| 11   | Zumaia-Altuna y Uria    | Telmo Deun       | DNP   | 7     | 7     | 12    | 11    | 12    | 9     | 10    | 9     | 8      | 7      | 11     | 10     | 12     | 11     | 12     | 11     | DNP    | DNP    | 48     |
| 12   | Zierbena-Bahías Vizcaya | Zierbena         | 6     | 12    | 12    | 11    | 12    | 11    | 10    | 12    | 12    | 12     | 11     | 12     | 12     | 10     | 8      | 10     | 8      | DNP    | DNP    | 30     |

| Color     | Resultado                        |
| --------- | -------------------------------- |
| Oro       | Ganador                          |
| Plata     | Segundo                          |
| Bronce    | Tercero                          |
| Verde     | Puntuó                           |
| Sin color | DNP - Inscrito pero no participó |
| Sin color | EX - Excluido. Fuera de regata   |

La Bandera de Bilbao no fue puntuable. En ella no participaron varias embarcaciones de la Liga ACT y sí compitieron Orio y Deusto-Bilbao, club organizador de la prueba, ambos pertenecientes al Grupo 1 de la Liga ARC que quedaron en los puestos tercero y octavo, respectivamente.

### Play-off de ascenso a Liga ACT
Los puntos se reparten entre los cuatro participantes en cada regata.
| Posición | 1.º | 2.º | 3.º | 4.º |
| Puntos   | 4   | 3   | 2   | 1   |

| Pos. | Club                 | Trainera   | 1 BER | 2 POR | Puntos |
| ---- | -------------------- | ---------- | ----- | ----- | ------ |
| 1    | Orio-Babyauto        | Txiki      | 1     | 1     | 8      |
| 2    | Zumaia-Altuna y Uria | Telmo Deun | 2     | 2     | 6      |
| 3    | Santurtzi-Iberdrola  | Sotera     | 3     | 3     | 4      |
| 4    | Amegrove             | Pabliño    | 4     | 4     | 2      |